# Haugalands prosteri

Prosterier i Stavangers stift. Det gröna området på kartan är Haugalands prosteri.

Haugalands prosteri (norska: Haugaland prosti) är ett kontrakt (prosteri, norska: prosti) i Stavangers stift inom Norska kyrkan. Kontraktet omfattar kommunerna Bokn, Haugesund, Tysvær, Utsira och Vindafjord i Rogaland fylke i sydvästra Norge.
Namnet kommer från landskapet Haugalandet, som till en stor del omfattas av kontraktet.

## Socknar
Haugalands prosteri består av 15 socknar (norska: sokn eller sogn) inom fem kyrkliga samfälligheter (norska: kirkelige fellesråd), motsvarande kommunerna:

### Bokns kyrkliga samfällighet
- Bokns socken

### Haugesunds kyrkliga samfällighet
- Rossabø socken
- Skåre socken
- Vår Frelsers socken

### Tysværs kyrkliga samfällighet
- Førresfjordens socken
- Nedstrands socken
- Tysværs socken

### Utsira kyrkliga samfällighet
- Utsira socken

### Vindafjords kyrkliga samfällighet
- Imslands socken
- Sandeids socken
- Skjolds socken
- Vats socken
- Vikebygds socken
- Vikedals socken
- Ølen og Bjoa socken